# Commercial End
Commercial End is een dorp in de civil parish van Swaffham Bulbeck in het Engelse graafschap Cambridgeshire. Het dorp ligt in het district East Cambridgeshire en telt circa 120 inwoners.

## Afbeeldingen

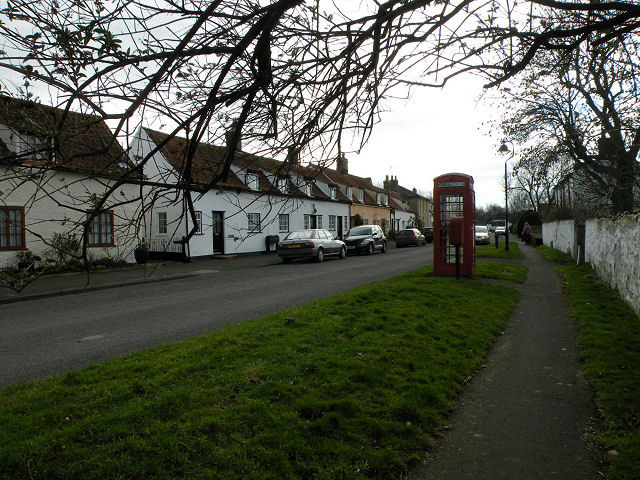
Dorpsgezicht (2009)
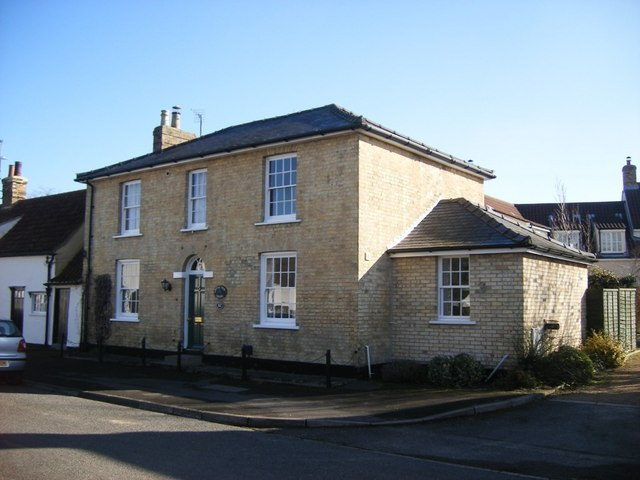
Royal Oak House uit de 19e eeuw (2009)